# First Division 1900/1901
Třináctý ročník First Division (1. anglické fotbalové ligy) se konal od 1. září 1900 do 30. dubna 1901.
Sezonu vyhrál poprvé ve své historii klub Liverpool. Nejlepším střelcem se stal hráč Derby County Steve Bloomer, který vstřelil 23 branek.